# Ionela Târlea
Ionela Târlea, auch Ionela Tîrlea, während ihrer Ehe Târlea-Manolache, (* 9. Februar 1976 in Horezu) ist eine ehemalige rumänische Leichtathletin, die sich auf den Sprint und auf den Hürdenlauf spezialisiert hat. Sie hält auf den Distanzen zwischen 100 und 400 Meter die rumänischen Landesrekorde und wurde Hallenweltmeisterin über 200 Meter sowie zweifache Europameisterin im 400-Meter-Hürdenlauf.

## Sportliche Laufbahn
Ionela Târlea wurde 1989 von der Sportlehrerin Viorica Enescu entdeckt, die sie bis 2002 trainierte. Von 2002 bis 2009 war die ehemalige Siebenkämpferin Liliana Năstase ihre Trainerin. Nach dem Besuch des Sportgymnasiums Mircea cel Bătrân in Râmnicu Vâlcea setzte sie ihre Karriere beim CS Oltchim Râmnicu Vâlcea fort. Erste Erfahrungen bei internationalen Meisterschaften sammelte sie im Jahr 1992, als sie bei den Juniorenweltmeisterschaften in Seoul in 52,13 s die Bronzemedaille im 400-Meter-Lauf gewann und mit der rumänischen 4-mal-400-Meter-Staffel in 3:31,57 min siegte. Im Jahr darauf siegte sie in 56,43 s im 400-Meter-Hürdenlauf bei den Junioreneuropameisterschaften in San Sebastián und wurde dort im Staffelbewerb disqualifiziert. 1994 startete sie über 400 Meter bei den Halleneuropameisterschaften in Paris und belegte dort in 53,13 s den vierten Platz. Ende Juli siegte sie dann in 56,25 s über 400 m Hürden bei den Juniorenweltmeisterschaften in Lissabon und gewann in 3:36,59 min die Silbermedaille in der 4-mal-400-Meter-Staffel. Zuvor hatte sie bei den Europäischen Olympischen Sommer-Jugendtagen den 200-Meter-Lauf gewonnen. Daraufhin startete sie im Hürdenlauf bei den Europameisterschaften in Helsinki und schied dort mit 57,79 s in der ersten Runde aus. Im Jahr darauf verteidigte sie bei den Junioreneuropameisterschaften in Nyíregyháza mit 56,04 s ihren Titel über die Hürden und wurde im Staffelbewerb erneut disqualifiziert. Anschließend klassierte sie sich bei den Weltmeisterschaften in Göteborg mit 55,46 s im Finale auf dem siebten Platz, ehe sie bei der Sommer-Universiade in Fukuoka in 55,99 s die Silbermedaille hinter der Deutschen Heike Meißner gewann. 1996 wurde sie bei den Halleneuropameisterschaften in Stockholm in 52,90 s Vierte im 400-Meter-Lauf und Ende Juli nahm sie erstmals an den Olympischen Sommerspielen in Atlanta teil und belegte dort in 54,40 s im Finale über 400 m Hürden den siebten Platz. Anschließend siegte sie in 58,24 s bei den Balkan-Meisterschaften in Niš.
1997 gelangte sie bei den Hallenweltmeisterschaften in Paris mit 52,06 s auf Rang vier im 400-Meter-Lauf und im Jahr darauf gewann sie bei den Halleneuropameisterschaften in Valencia in 50,56 s die Silbermedaille hinter der Deutschen Grit Breuer. Im August siegte sie dann bei den Europameisterschaften in Budapest mit neuem Landesrekord von 53,37 s. Zudem belegte sie in der 4-mal-400-Meter-Staffel in 3:27,24 min den vierten Platz. 1999 siegte sie in 22,39 s über 200 Meter bei den Hallenweltmeisterschaften in Maebashi. Im Juli startete sie erneut bei der Sommer-Universiade in Palma und siegte dort in 49,88 s über 400 Meter und stellte damit einen neuen Universiaderekord sowie rumänischen Landesrekord auf. Im Jahr darauf bestritt sie die gesamte Saison hinweg nur ein Rennen über 400 m Hürden und belegte dort in 54,35 s den sechsten Platz bei den Olympischen Sommerspielen in Sydney.
2001 siegte sie in 23,43 s über 200 Meter bei den Balkan-Hallenmeisterschaften in Piräus und anschließend schied sie bei den Hallenweltmeisterschaften in Lissabon mit 52,87 s im Halbfinale über 400 Meter aus. Ende Juli gewann sie bei den Spielen der Frankophonie in Ottawa in 23,11 s die Silbermedaille über 200 Meter hinter der Tschaderin Kaltouma Nadjina und anschließend belegte sie bei den Weltmeisterschaften in Edmonton mit 55,36 s im Finale den sechsten Platz im Hürdenlauf. Zum Saisonabschluss wurde sie beim IAAF Grand Prix Final in Melbourne in 55,52 s Sechste. Im Jahr darauf schied sie bei den Europameisterschaften in München in der ersten Runde über 200 Meter aus und siegte in 54,95 s zum zweiten Mal über 400 m Hürden. Anschließend siegte sie in 23,15 s sowie in 55,81 s bei den Balkan-Meisterschaften in Bukarest. 2003 siegte sie in 23,73 s erneut über 200 Meter bei den Balkan-Hallenmeisterschaften in Peania und klassierte sich im Sommer bei den Weltmeisterschaften in Paris mit 54,41 s im Finale auf dem vierten Platz. Mitte September wurde sie dann beim IAAF World Athletics Final in Monaco in 54,44 s Dritte über die Hürden hinter der US-Amerikanerin Sandra Glover und Andrea Blackett aus Barbados. Im Jahr darauf wurde sie bei den Hallenweltmeisterschaften in Budapest in 51,58 s Vierte über 400 Meter und gewann mit der rumänischen 4-mal-400-Meter-Staffel in 3:30,06 min gemeinsam mit Angela Moroșanu, Alina Rîpanu und Maria Rus die Bronzemedaille hinter den Teams aus Russland und Belarus. Im August nahm sie zum dritten Mal an den Olympischen Sommerspielen in Athen teil und gelangte dort bis ins Finale und gewann dort in 53,37 s die Silbermedaille hinter der Griechin Fani Chalkia. Zudem belegte sie im Staffelbewerb in 3:26,81 min im Finale den sechsten Platz. Anschließend wurde sie beim World Athletics Final in Monaco in 55,79 s Fünfte.
2007 schied sie bei den Halleneuropameisterschaften in Birmingham mit 52,62 s im Halbfinale aus. Im August schied sie bei den Weltmeisterschaften in Osaka mit 23,48 s in der ersten Runde über 200 Meter aus und schied über 400 Meter und über 400 m Hürden mit 51,62 s bzw. 55,41 s jeweils im Semifinale aus. Zudem verpasste sie im Staffelbewerb mit 3:35,69 min den Finaleinzug. Im Jahr darauf gewann sie bei den Balkan-Hallenmeisterschaften in Peania in 53,30 s die Silbermedaille über 400 Meter und nahm im August ein letztes Mal an den Olympischen Sommerspielen in Peking teil. Dort gelangte sie im 200-Meter-Lauf bis ins Viertelfinale und schied dort mit 23,22 s aus. Dies war auch ihr letzter offizieller Wettkampf und daraufhin beendete sie ihre aktive sportliche Karriere im Alter von 32 Jahren.
In den Jahren 1996, 2007 und 2008 wurde Târlea rumänische Meisterin im 400-Meter-Hürdenlauf sowie 1996 auch über 400 Meter. Zudem siegte sie 1998, 2001 und 2002 und 2007 im 100-Meter-Lauf sowie 1998, 1999, 2002 sowie 2007 und 2008 auch über 200 Meter. In der Halle siegte sie 1997 über 400 Meter sowie 1997 und 2007 im 60-Meter-Lauf.

## Persönliches
Ionela Târlea war eine äußerst wettkampfharte Athletin, die beim Leichtathletik-Europacup in zwei Tagen in bis zu vier Disziplinen antrat. Ihr Repertoire umfasste dabei 100 Meter, 200 Meter, 400 Meter, 400 Meter Hürden und beide Staffeln. Aufgrund zahlreicher Verletzungen beendete sie im Frühjahr 2009 ihre aktive Karriere. Seit dem Ende ihrer Laufbahn ist sie in der Marketingabteilung des Nationalen Olympischen Komitees in Rumänien tätig.
Die ausgebildete Sportlehrerin war von 2004 bis 2007 mit dem Kanadier rumänischer Herkunft Daniel Manolache verheiratet. Am 30. Januar 2013 wurde sie Mutter einer Tochter.

## Persönliche Bestleistungen
- 100 Meter: 11,30 s (+0,5 m/s), 19. Juni 1999 in Paris (rumänischer Rekord)
  - 60 Meter (Halle): 7,24 s, 30. Januar 1999 in Bukarest
- 200 Meter: 22,35 s (+1,3 m/s), 13. Mai 1999 in Doha (rumänischer Rekord)
  - 200 Meter (Halle): 22,39 s, 6. März 1999 in Maebashi (rumänischer Rekord)
- 300 Meter: 36,20 s, 3. Mai 2003 in Mexiko-Stadt
- 400 Meter: 49,88 s, 12. Juli 1999 in Palma (rumänischer Rekord)
  - 400 Meter (Halle): 50,56 s, 1. März 1998 in Valencia (rumänischer Rekord)
- 400 m Hürden: 53,25 s, 7. Juli 1999 in Rom (rumänischer Rekord)

## Auszeichnungen
- 1992: Meister des Sports
- 1998: Verdienter Meister des Sports
- 2000: Serviciul Credincios clasa a II-a